# الکساندر هالندر
الکساندر هالندر (انگلیسی: Alexander Hollaender; ۱ ژانویهٔ ۱۸۹۸ – ۱ ژانویهٔ ۱۹۸۶) دانشمند و یکی از محققان پیشرو در زمینه رادیوبیولوژی و در جهش‌های ژنتیکی بود.

## افتخارات
در سال ۱۹۸۳ جایزه انریکو فرمی از وزارت انرژی ایالات متحده آمریکا برای مشارکت‌های در تأسیس علم زیست‌شناسی پرتو و برای رهبری او در ترویج «تبادلات علمی» بین دانشمندان و دانشمندان آمریکایی از کشورهای در حال توسعه به او اهدا شد.
در سال ۱۹۸۱ هالندر شورای برنامه‌ریزی تحقیقاتی در علوم زیستی را تأسیس کرد و در زمان مرگش از آمبولی ریوی در سال ۱۹۸۶ رئیس‌جمهور شد. آکادمی ملی علوم ایالات متحده هر سه سال یک بار به افتخار او جایزه الکساندر هالندر در بیوفیزیک را اهدا می‌کند.